# Santa Maria de Souto
Santa Maria de Souto ist ein Ort und eine ehemalige Gemeinde (Freguesia) im Norden Portugals.
Santa Maria de Souto gehört zum Kreis Guimarães im Distrikt Braga. Die Gemeinde hatte eine Fläche von 4,4 km² und 771 Einwohner (Stand 30. Juni 2011).
Am 29. September 2013 wurden die Gemeinden Souto (Santa Maria), Gondomar und Souto (São Salvador) zur neuen Gemeinde União das Freguesias de Souto Santa Maria, Souto São Salvador e Gondomar zusammengeschlossen.